# Лінсхотен (село)
Лінсхотен (нід. Linschoten, нід. вимова: [ˈlɪnsxoːtə(n)]) — село в нідерландській провінції Утрехт. Входить до муніципалітету Монтфорт.
Його площа становить 1,24 км², а населення станом на 2021 рік складало 3 640 осіб.
Перша згадка про населений пункт датується 1172 роком.

## Галерея

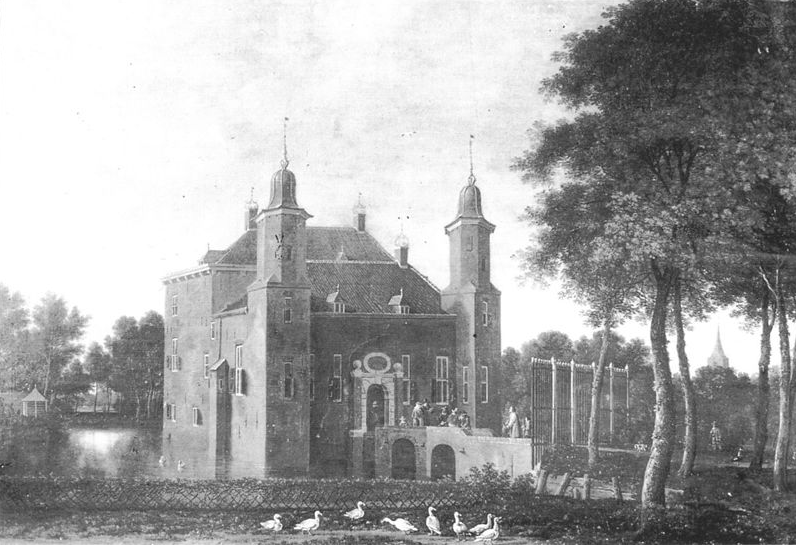
Замок Лінсхотен
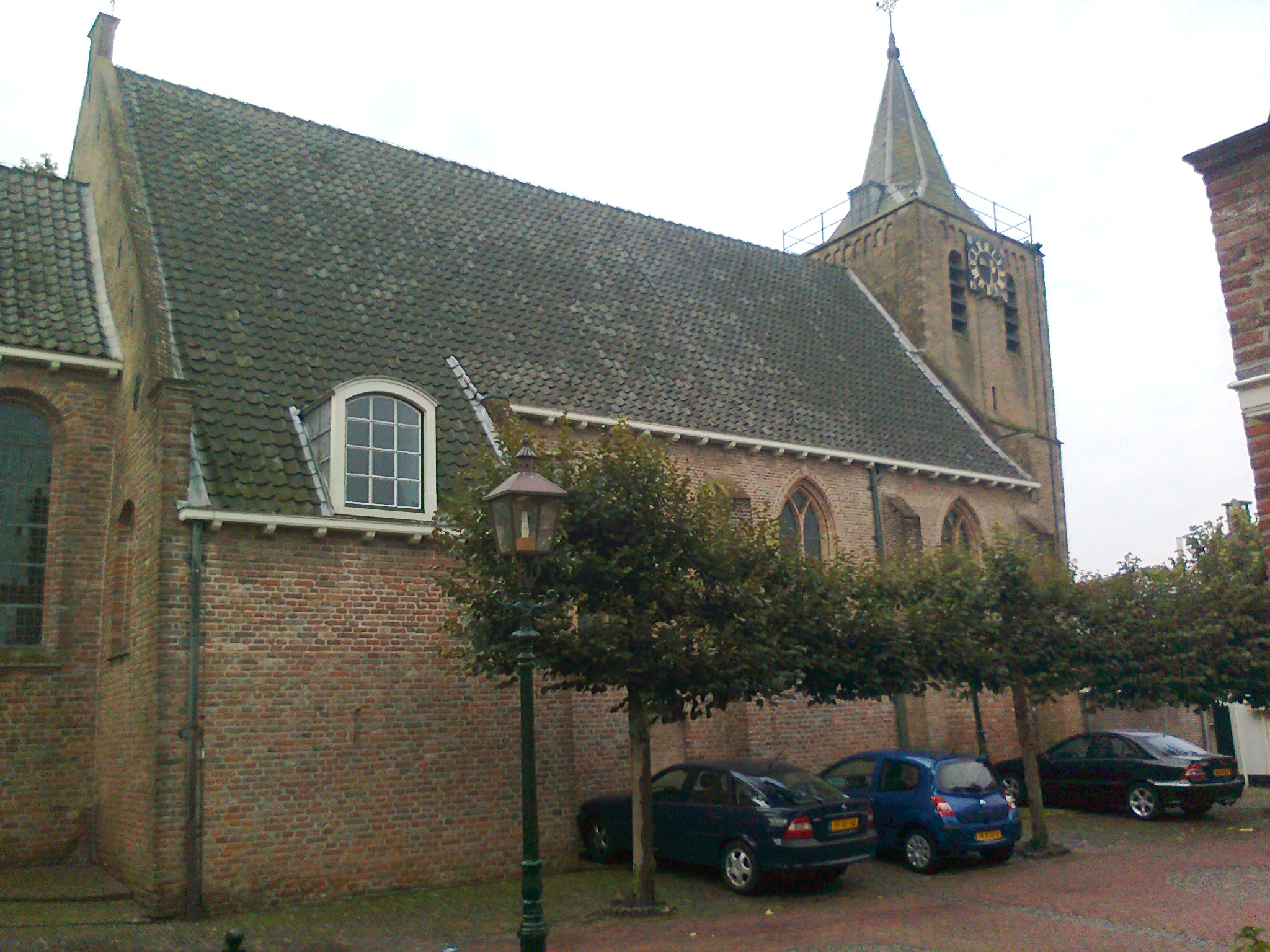
Церква у селі
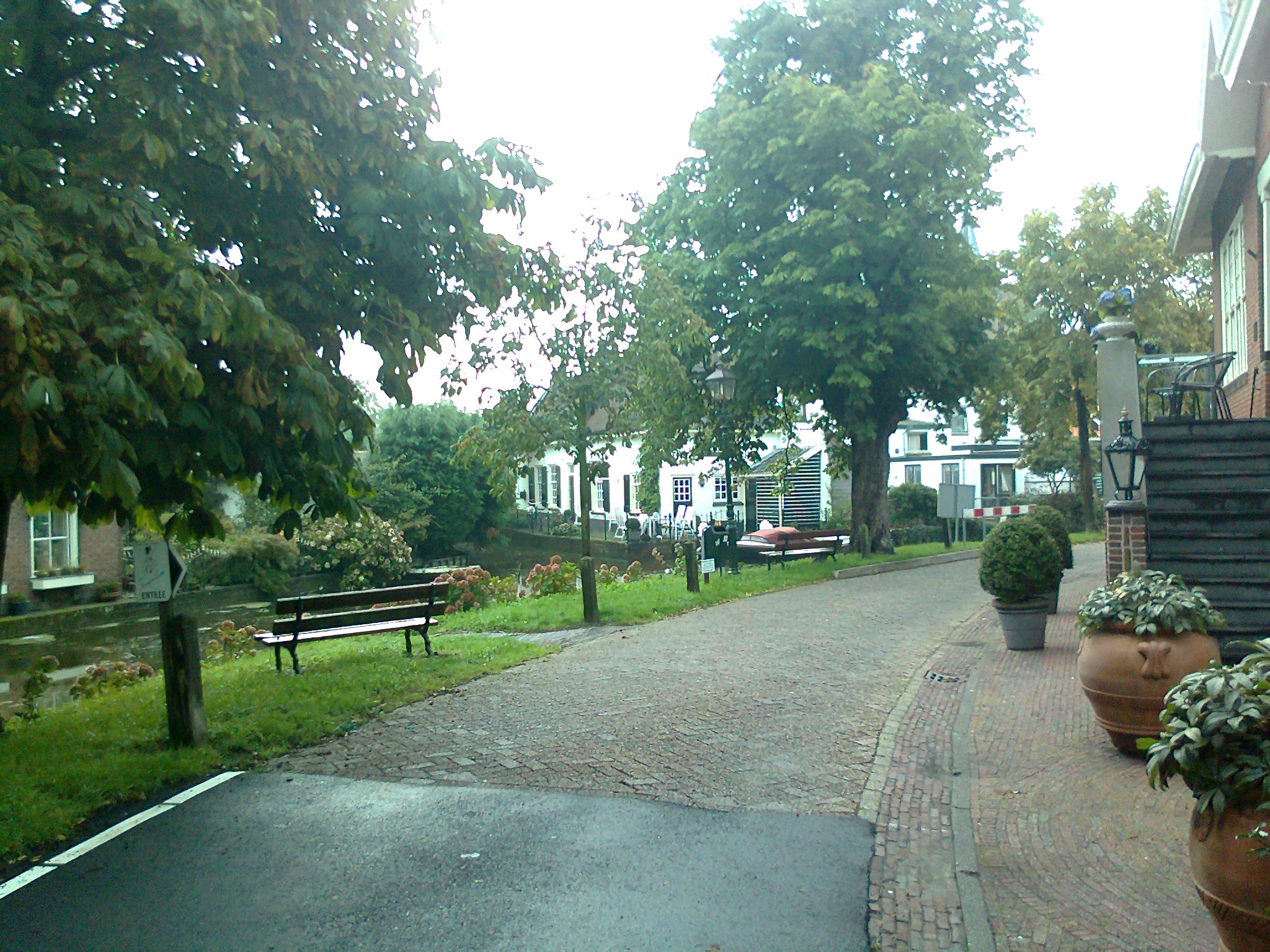
Сільська вулиця
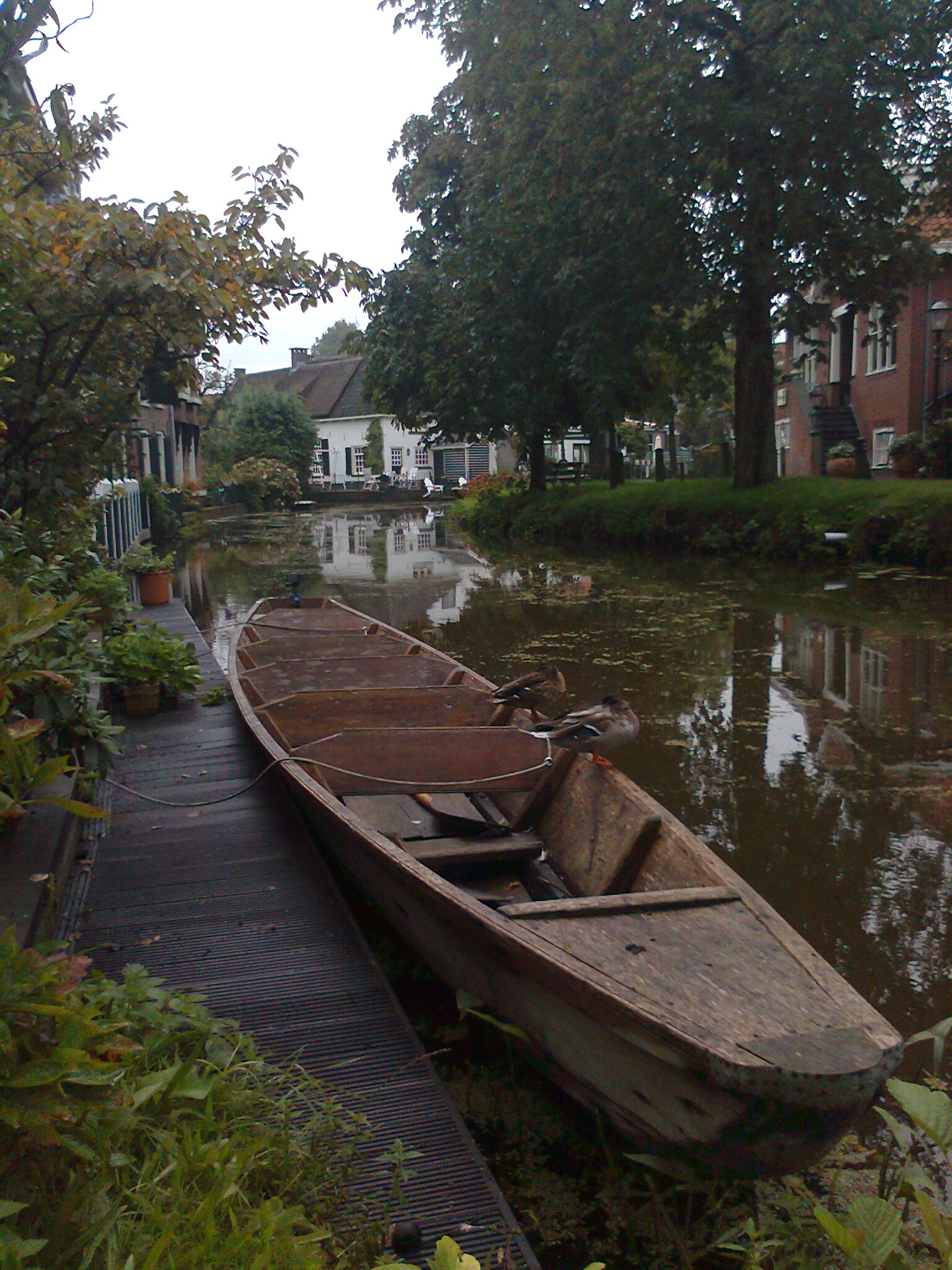
Човен на каналі